# Bjarke Gundlev
Bjarke Gundlev (født 9. januar 1931 i Aarhus, død 28. november 2019) var en dansk fodboldspiller, der spillede for AGF, hvor han var med til at vinde det danske mesterskab og landspokalturneringen adskillige gange fra starten af 1950'erne til starten af 1960'erne.

## Karriere
Allerede som otteårig begyndte Gundlev at spille fodbold i AGF, og i perioden 1954-1964 opnåede han samlet 175 kampe for klubbens førstehold. Han var således en af de spillere, der var med til at blive danmarksmester i 1955, 1956 og 1957 samt vinde pokalturneringen i 1957, 1960 og 1961. Gundlev var venstre back.
Han spillede en enkelt kamp på Danmarks A-landshold den 10. juli 1957 mod Island, som det danske hold vandt med 6-2. Derudover spillede han tre kampe på Danmarks B-landshold.

## Privatliv og karriere
Bjarke Gundlev var gennem hele sit erhvervsaktive liv ansat i trælastbranchen.
Både hans far, Rasmus Gundlev, og hans onkel, P.V. Gundlev, spillede i 1920'erne for AGF.